# Second Hand Rose (Lied)
Second Hand Rose ist ein Song, der von James F. Hanley (Musik) und Grant Clarke (Text) geschrieben und 1921 veröffentlicht wurde.
TEXT
Father has a business strictly second hand
Everything from toothpicks to a baby-grand
Stuff in our apartment came from father's store
Even clothes I'm wearing someone wore before
It's no wonder that I feel abused
I never get a thing that ain't been used
I'm wearing second hand hats
Second hand clothes
That's why they call me
Second hand Rose
Even our piano in the parlor
Daddy bought for ten cents on the dollar
Second hand pearls
I'm wearing second hand curls
I never get a single thing that's new
Even Jake, the plumber, he's the man I adore
He had the nerve to tell me he's been married before
Everyone knows that I'm just
Second hand Rose
From Second Avenue
From Second Avenue
No
Songwriter: Grant Clarke / James Hanley
Songtext von Second Hand Rose © Sony/ATV Music Publishing LLC, Carlin America Inc

## Hintergrund

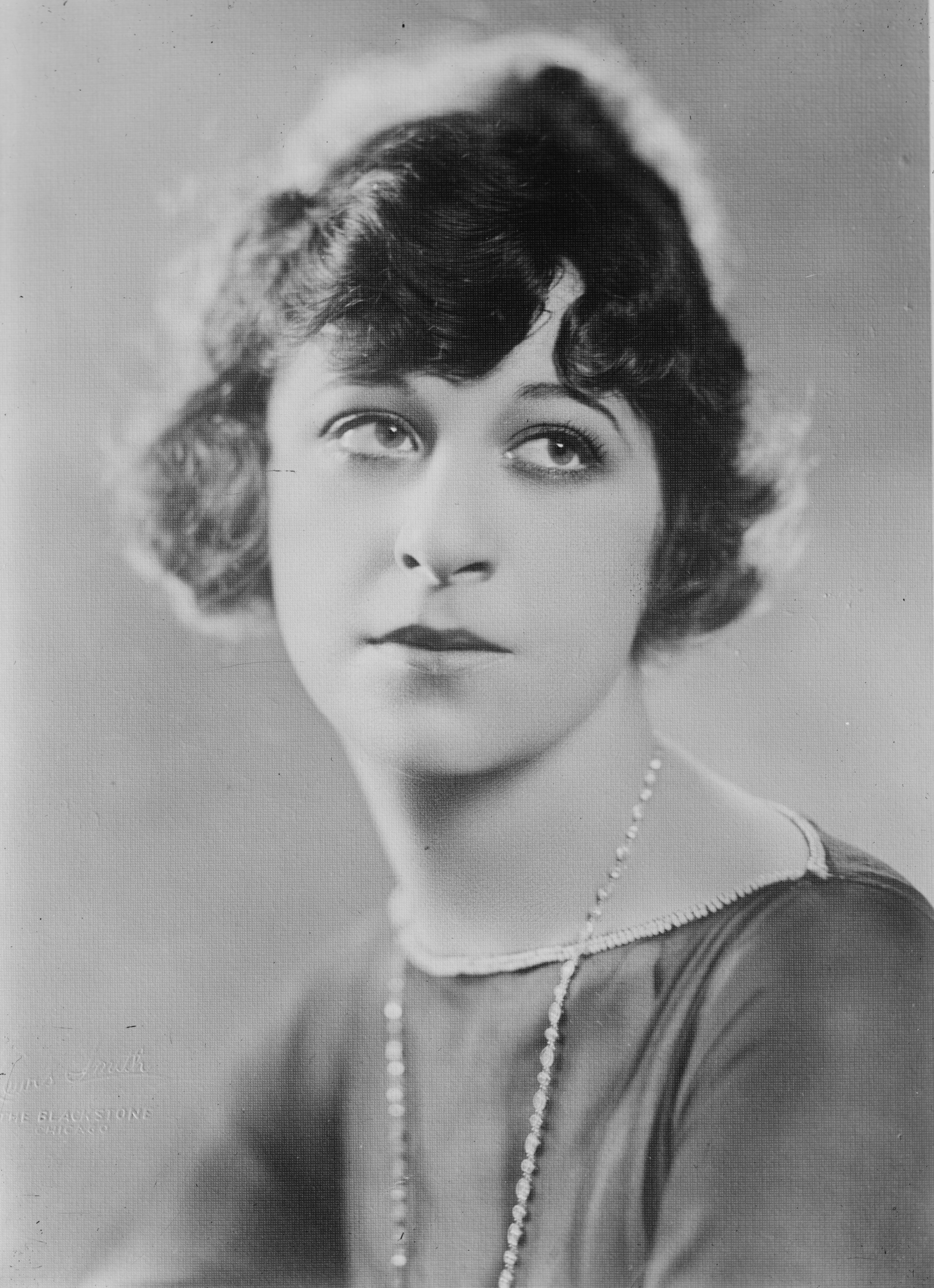
Fanny Brice, ca. 1911

Second Hand Rose wurde 1921 von Fanny Brice in der Revue Ziegfeld Follies of 1921 vorgestellt. Die Sängerin verwendete den Song auch bei ihrem ersten Tonfilm-Auftritt in My Man (1928). „Mit bittersüßem jiddischem Akzent singt Rose, dass alles, was sie besitze, gebraucht sei“. Das Lied beginnt damit, dass die Sängerin (in diesem Fall Fanny Brice) uns erzählt, dass ihr Vater einen Second-Hand-Laden besitze, der alles vom Zahnstocher bis zum Stutzflügel verkaufe. Alles in ihrem Apartment stamme aus dem Laden ihres Vaters, auch ihre Kleidung. Sie lamentiert, dass sie niemals etwas anderes bekommen würde, was nicht gebraucht sei, nichts was neu sei. Sogar Jake, der Klempner, der Mann, den sie verehrt, erzählte ihr, er sei bereits verheiratet gewesen. Jeder kenne sie als Second Hand Rose from Second Avenue

## Erste Aufnahmen und Coverversionen
Fanny Brice (Victor 45263, #3) und Ted Lewis (Columbia A3453, #2) waren die ersten, die mit dem Song in den Vereinigten Staaten erfolgreich in den Charts vertreten waren. Weitere Versionen stammten von Vaughn De Leath und Carl Fenton. Nachdem der Song lange Jahre in Vergessenheit geraten war, interpretierte ihn 1964 Barbra Streisand in dem Musical Funny Girl; ihre Plattenaufnahme von Second Hand Rose (Columbia 202025 kam 1966 auf #32 der Billboard Hot 100. Der Diskograf Tom Lord listet im Bereich des Jazz insgesamt zwölf (Stand 2015) Coverversionen, u. a. von Jonah Jones (1966) und Dick Wellstood (1973). Auch Johnny Maddox spielte den Song für Dot Records ein.
Die Musikzeitschrift Variety nahm den Song als herausragenden Song des Jahres 1921 in ihre Liste Hit Parade of a Half-Century auf.
Eine deutschsprachige Version mit dem Titel „Kind Nummer 10“ wurde unter anderem von Mary Rose (1971) und Gitte Hænning (1976) interpretiert.